# Red Hot Chili Peppers
Red Hot Chili Peppers (tudi RHCP) je ameriška glasbena skupina, ustanovljena leta 1983 v Los Angelesu. Kljub mnogim težavam z drogami in večkrat zamenjanimi člani skupine je Red Hot Chili Peppers ena najbolj uspešnih ameriških rock skupin, saj so vsega skupaj prodali okrog 60 milijonov izvodov albumov. Skozi svojo glasbeno pot so v svoji glasbi navdih črpali iz zvrsti kot so: alternativni rock, funk rock, punk, rap, heavy metal in psihedelični rock.
Skupina se je izvirno imenovala Tony Flow and the Miraculously Majestic Masters of Mayhem. Nastala je po nastopu na Gimnaziji Fairfax v Los Angelesu leta 1983 v zasedbi  Michael Peter »Flea« Balzary (bas), Anthony Kiedis (vokali), Jack Irons (bobni) in Hillel Slovak (kitara). Kasneje istega leta, ko je skupina postala priljubljena na losangeleškem rock prizorišču, je podpisala glasbeno pogodbo z EMI.
Iron in Slovak sta na skupino gledala kot na stranski produkt. Kmalu sta zapustila Chili Peppers in se osredotočila na svojo izvirno skupino What Is This?. Prvi album The Red Hot Chilli Peppers leta 1984 so posneli z nadomestnima članoma, kitaristom Jackom Shermanom in bobnarjem Cliffom Martinézom. Album je produciral producent skupine Gang of Four Andy Gill in ni doživel komercialnega uspeha. Tudi turneja se ni obnesla bolje. Sherman, Kiedis in Flea se niso razumeli, tako da je Sherman zapustil skupino, vrnil pa se je Slovak.

## Trenutni člani skupine
- Pevec: Anthony Kiedis (1983 - danes)
- Kitarist: John Frusciante, (1988 - 1992, 1997 - 2007, 2019 - danes)
- Basist: Flea (Michael Balzary) (1983 - danes)
- Bobnar: Chad Smith (1988 - danes)

Anthony Kiedis in Flea sta edina prvotna in hkrati vodilna člana skupine, ki sta se obdržala vse od ustanovitve skupine.

## Pomembnejši bivši člani skupine
- Josh Klinghoffer kitarist med 2009 in 2019.
- Jack Sherman, kitarist med letoma 1984 – 1985,
- Cliff Martinéz, bobnar med letoma 1984 – 1986,
- Hillel Slovak, eden izmed ustanoviteljev skupine, kitarist v letih 1983 – 1984 in 1985 – 1988,
- Jack Irons, eden izmed ustanoviteljev skupine, bobnar med letoma 1983 – 1984 in 1986 – 1988,
- Dave Navarro, kitarist med letoma 1993 – 1998.

## Albumi
- The Red Hot Chili Peppers (1984)
- Freaky Styley (1985)
- The Uplift Mofo Party Plan (1987)
- Mother's Milk (1989)
- Blood Sugar Sex Magik (1991)
- One Hot Minute (1995)
- Californication (1999)
- By the Way (2002)
- Stadium Arcadium (2006)
- I'm with You (2011)
- The Getaway (2016)
- Unlimited Love (2022)
- Return of the Dream Canteen (2022)